# Heltersberg (Leimen)
Der Heltersberg ist ein 595,6 Meter hoher Berg im Pfälzerwald.

## Geographie

### Lage
Der Berg befindet sich am nordwestlichen Rand der Frankenweide, die in westlicher Richtung allmählich ins Gräfensteiner Land übergeht. Der größte Teil liegt auf der Gemarkung der Ortsgemeinde Leimen. Lediglich ein Teil der Ostflanke liegt auf der zu Wilgartswiesen gehörenden Exklave Hofstätten. Umliegende Berge sind der Eschkopf (608,3 m) im Nordosten, der Mosisberg (610 m) im Südosten und der Hohe Heltersberg (531,4 m) im Westen.

### Naturräumliche Zuordnung
1. Großregion 1. Ordnung: Schichtstufenland beiderseits des Oberrheingrabens
2. Großregion 2. Ordnung: Pfälzisch-saarländisches Schichtstufenland
3. Großregion 3. Ordnung: Pfälzerwald
4. Region 4. Ordnung (Haupteinheit): Mittlerer Pfälzerwald
5. Region 5. Ordnung: Frankenweide

## Kultur
An seiner Westflanke befindet sich der Ritterstein 242, der die Aufschrift Ruine Badisch Jagdhaus trägt.

## Verkehr
Entlang seiner Westflanke verläuft die Landesstraße 496.

## Tourismus
Entlang seiner Ostflanke verlaufen ein Wanderweg, der mit einem blauen Kreuz markiert ist, der von Niederhausen nach St. Germanshof verläuft, ein der mit einem gelb-roten Balken gekennzeichneter Weg von der Burg Lichtenberg bis nach Wachenheim führt sowie ein Wanderweg, der mit einem grünen Kreuz markiert ist und der von Freinsheim bis zum Erlenkopf führt.